# Curtain Call 2
Curtain Call 2 (с англ. — «Выход на поклон 2») — второй сборник лучших песен американского рэпера Эминема, вышедший 5 августа 2022 года. Пластинка является своеобразным продолжением предыдущего сборника хитов, Curtain Call: The Hits 2005 года, и охватывает песни из всех альбомов артиста, выходивших с шестого студийного альбома Relapse. К сборнику вышли два сингла — «The King and I» с участием Си Ло Грин, являющаяся саундтреком к фильму «Элвис», и «From the D 2 the LBC» с участием Snoop Dogg, записанная специально к Curtain Call 2.

## Предыстория и промо
В отличие от двух предыдущих релизов Эминема, выходивших сразу и без анонсов, этот сборник имел рекламную кампанию. Первое упоминание о Curtain Call появилось 24 июня 2022 года, когда Маршалл выпустил сингл «From the D 2 the LBC» и написал об этом пост в социальных сетях с хэштегом «#CurtainCall2». Официальный анонс двойной пластинки состоятся 11 июля. 19 июля артист открыл предзаказы компиляции через свой официальный веб-сайт вместе с дополнительными товарами и винилами ограниченным тиражом. 2 августа Эминем обнародовал трек-лист Curtain Call 2. В день выхода сборника в ресторане Эминема «Mom’s Spaghetti» первые сто посетителей могли получить копию Curtain Call 2 с автографом музыканта.

## Обложка
11 июля 2022 Эминем опубликовал в социальных сетях обложку Curtain Call 2 — она сделана в виде пинбольного автомата и содержит множество отсылок и пасхальных яиц к предыдущим релизам исполнителя. Например, слева от Эминема находится истребитель, который был изображён на обложке Kamikaze, а в правом нижнем углу от артиста изображён ныне разрушенный дом детства из The Marshall Mathers LP 2. На обложке также есть скрытые и достаточно грубые намёки — к примеру, на таблетке слева в верхнем углу написаны цифры «558008», которые при перевороте обложки можно прочесть как «BOOBSS», а на последней в нижнем углу «104558» читается как «asshol».

## Отзывы критиков
| Совокупная оценка | Совокупная оценка |
| Источник          | Оценка            |
| ----------------- | ----------------- |
| Metacritic        | 74/100            |
| Оценки критиков   |                   |
| Источник          | Оценка            |
| AllMusic          | [ 12 ]            |
| Clash             | 5/10              |
| Pitchfork         | 6,2/10            |
| RapReviews        | 6,5/10            |

Curtain Call 2 получил сдержанно-положительные отзывы на выходе. Согласно сайту-агрегатору Metacritic, двойной сборник получил 74 балла из 100 на основе четырёх рецензий. Стивен Томас Эрлевайн из AllMusic охарактеризовал двойную пластинку как «бесконечный потоковый плейлист, в котором есть множество ярких моментов в середине карьеры Эминема», особенно выделив песни «Not Afraid», «Crack a Bottle», «Love the Way You Lie», «Berzerk», «Lucky You» и «Godzilla». Грант Джонс из RapReviews.com написал — «звучание Эминема на первом Curtain Call, за которое отвечал либо он сам, либо Dr. Dre, было отодвинуто в сторону треков для вечеринок или фитов. Это всё ещё успешный такой подход, но возвращаться к нему не так хочется». Дрю Миллард из Pitchfork поставил сборнику оценку 6.2 из 10 — заметно более высокую, чем все предыдущие оценки релизам рэпера от 2009 года. По его словам, «Curtain Call 2 собрал несколько хороших синглов, но в целом он напоминает портрет своенравного артиста, который провёл последние 13 лет, двигаясь по всем направлениям». Робин Мюррей из Clash назвал двойной сборник «смелым в своих намерениях, попыткой расширить рамки карьеры Эминема и отойти от зацикленности на его пике травли таблоидов, но треки расположены бок о бок, и просто нет примеров для сравнения».

## Коммерческий успех
Двойная пластинка заняла шестое место чарта Billboard 200 с тиражом в 43 тысяч копий — релиз стал двенадцатым в карьере музыканта, попавший в топ-10 чарта, но также он первым альбомом со времён The Slim Shady LP, не сумевшим занять первую строчку чарта, завершив целую серию релизов Эминема, занимавших первое место. Параллельно, он дебютировал на третьей строчке британского чарта UK Albums Chart.

## Список композиций
| №                   | Название                                                               | Длительность |
| ------------------- | ---------------------------------------------------------------------- | ------------ |
| 1.                  | «Godzilla» (при уч. Juice Wrld) (из Music to Be Murdered By)           | 3:30         |
| 2.                  | «Lucky You» (при уч. Джойнера Лукаса) (из Kamikaze)                    | 4:04         |
| 3.                  | «Lighters» (Bad Meets Evil, при уч. Бруно Марса) (из Hell: The Sequel) | 5:03         |
| 4.                  | «Gnat» (из Music to Be Murdered By)                                    | 3:44         |
| 5.                  | «Cinderella Man» (из Recovery)                                         | 4:39         |
| 6.                  | «Walk on Water» (при уч. Бейонсе) (из Revival)                         | 5:04         |
| 7.                  | «Rap God» (из The Marshall Mathers LP 2)                               | 6:03         |
| 8.                  | «Love the Way You Lie» (при уч. Рианны) (из Recovery)                  | 4:23         |
| 9.                  | «Won’t Back Down» (при уч. Пинк) (из Recovery)                         | 4:25         |
| 10.                 | «Higher» (из Music to Be Murdered By)                                  | 3:42         |
| 11.                 | «Berzerk» (из The Marshall Mathers LP 2)                               | 3:58         |
| 12.                 | «Not Afraid» (из Recovery)                                             | 4:10         |
| 13.                 | «From the D 2 the LBC» (при уч. Snoop Dogg)                            | 3:35         |
| 14.                 | «Nowhere Fast» (при уч. Кейлани) (из Revival)                          | 4:24         |
| 15.                 | «Fall» (из Kamikaze)                                                   | 4:22         |
| 16.                 | «Phenomenal» (из Southpaw)                                             | 4:42         |
| 17.                 | «Fast Lane» (из Hell: The Sequel)                                      | 4:09         |
| 18.                 | «You’re Never Over» (из Recovery)                                      | 5:05         |
| Общая длительность: | Общая длительность:                                                    | 79:02        |

| №                   | Название                                                         | Длительность |
| ------------------- | ---------------------------------------------------------------- | ------------ |
| 1.                  | «3 a.m.» (из Relapse)                                            | 5:19         |
| 2.                  | «Space Bound» (из Recovery)                                      | 4:38         |
| 3.                  | «Beautiful» (из Relapse)                                         | 6:32         |
| 4.                  | «The Monster» (при уч. Рианны) (из The Marshall Mathers LP 2)    | 4:10         |
| 5.                  | «Venom» (из Kamikaze)                                            | 4:29         |
| 6.                  | «Crack a Bottle» (при уч. Dr. Dre и 50 Cent) (из Relapse)        | 4:57         |
| 7.                  | «Is This Love (’09)» (при уч. 50 Cent)                           | 3:32         |
| 8.                  | «River» (при уч. Эда Ширана) (из Revival)                        | 3:41         |
| 9.                  | «Survival» (из The Marshall Mathers LP 2)                        | 4:32         |
| 10.                 | «Best Friend» (при уч. Yelawolf) (из Love Story)                 | 5:14         |
| 11.                 | «Darkness» (из Music to Be Murdered By)                          | 5:37         |
| 12.                 | «Kings Never Die» (при уч. Гвен Стефани) (из Southpaw)           | 4:56         |
| 13.                 | «No Love» (при уч. Лила Уэйна) (из Recovery)                     | 5:00         |
| 14.                 | «Headlights» (при уч. Нейта Рюсса) (из The Marshall Mathers LP2) | 5:43         |
| 15.                 | «The King and I» (при уч. Си Ло Грина) (из Elvis)                | 3:14         |
| 16.                 | «Farewell» (из Music to Be Murdered By)                          | 4:07         |
| Общая длительность: | Общая длительность:                                              | 79:02        |

| №                   | Название                                                | Длительность |
| ------------------- | ------------------------------------------------------- | ------------ |
| 17.                 | «Rap God» (Mr. Cii Remix; из The Marshall Mathers LP 2) | 6:15         |
| Общая длительность: | Общая длительность:                                     | 81:56        |

| №   | Название                                                               | Длительность |
| --- | ---------------------------------------------------------------------- | ------------ |
| 1.  | «Godzilla» (при уч. Juice Wrld) (из Music to Be Murdered By)           | 3:30         |
| 2.  | «Crack a Bottle» (при уч. Dr. Dre и 50 Cent) (из Relapse)              | 4:57         |
| 3.  | «Walk on Water» (при уч. Бейонсе) (из Revival)                         | 5:04         |
| 4.  | «Gnat» (из Music to Be Murdered By)                                    | 3:44         |
| 5.  | «Space Bound» (из Recovery)                                            | 4:39         |
| 6.  | «Love the Way You Lie» (при уч. Рианны) (из Recovery)                  | 4:23         |
| 7.  | «Rap God» (из The Marshall Mathers LP 2)                               | 6:03         |
| 8.  | «No Love» (при уч. Лила Уэйна) (из Recovery)                           | 5:00         |
| 9.  | «From the D 2 the LBC» (при уч. Snoop Dogg)                            | 3:35         |
| 10. | «River» (при уч. Эда Ширана) (из Revival)                              | 3:42         |
| 11. | «Not Afraid» (из Recovery)                                             | 4:10         |
| 12. | «Venom» (из Kamikaze)                                                  | 4:29         |
| 13. | «Lighters» (Bad Meets Evil, при уч. Бруно Марса) (из Hell: The Sequel) | 5:03         |
| 14. | «Survival» (из The Marshall Mathers LP 2)                              | 4:32         |
| 15. | «Higher» (из Music to Be Murdered By)                                  | 3:42         |
| 16. | «The Monster» (при уч. Рианны) (из The Marshall Mathers LP 2)          | 4:10         |
| 17. | «Lucky You» (при уч. Джойнера Лукаса) (из Kamikaze)                    | 4:04         |
| 18. | «Is This Love ('09)» (при уч. 50 Cent)                                 | 3:32         |
| 19. | «Berzerk» (из The Marshall Mathers LP 2)                               | 3:58         |
| 20. | «Beautiful» (из Relapse)                                               | 6:32         |

## Позиции в чартах

### Еженедельные
| Чарт (2022)                            | Высшая позиция |
| -------------------------------------- | -------------- |
| Australian Albums (ARIA)               | 2              |
| Japanese Digital Albums (Oricon)       | 39             |
| Japanese Hot Albums (Billboard Japan)  | 97             |
| New Zealand Albums (RMNZ)              | 5              |
| Норвегия (VG-lista)                    | 21             |
| Канада (Canadian Albums Chart)         | 3              |
| Нидерланды (Album Top 100)             | 13             |
| Венгрия (MAHASZ)                       | 38             |
| Португалия (AFP)                       | 32             |
| Шотландия (Scottish Albums Chart)      | 3              |
| Германия (Offizielle Top 100)          | 8              |
| Австрия (Ö3 Austria)                   | 11             |
| Ирландия (Irish Albums Chart)          | 8              |
| Польша (ZPAV)                          | 19             |
| Бельгия/Фландрия (Ultratop)            | 28             |
| Бельгия/Валлония (Ultratop)            | 26             |
| Франция (SNEP)                         | 16             |
| Италия (Classifica album)              | 55             |
| Нидерланды (Album Top 100)             | 13             |
| Швейцария (Schweizer Hitparade)        | 8              |
| Великобритания (UK Albums Chart)       | 3              |
| Великобритания (UK R&B Albums Chart)   | 1              |
| США (Billboard 200)                    | 6              |
| США (Billboard Top R&B/Hip-Hop Albums) | 3              |

### Годовые
| Чарт (2022)                           | Позиция |
| ------------------------------------- | ------- |
| Australian Albums (ARIA)              | 66      |
| US Billboard 200                      | 178     |
| US Top R&B/Hip-Hop Albums (Billboard) | 59      |

| Чарт (2023)                           | Позиция |
| ------------------------------------- | ------- |
| Australian Albums (ARIA)              | 33      |
| Canadian Albums (Billboard)           | 19      |
| French Albums (SNEP)                  | 103     |
| New Zealand Albums (RMNZ)             | 23      |
| UK Albums (OCC)                       | 31      |
| US Billboard 200                      | 113     |
| US Top R&B/Hip-Hop Albums (Billboard) | 40      |

## Сертификации
| Регион                                                                      | Сертификация  | Продажи   |
| --------------------------------------------------------------------------- | ------------- | --------- |
| Франция (SNEP)                                                              | Золотой       | 50 000    |
| Новая Зеландия (RMNZ)                                                       | 2× Платиновый | 30 000    |
| Великобритания (BPI)                                                        | Золотой       | 100 000   |
| США (RIAA)                                                                  | Платиновый    | 1 000 000 |
| Данные о продажах + прослушиваниях приведены только на основе сертификации. |               |           |